# LOT Polish Airlines
Polskie Linie Lotnicze LOT eller bare LOT er et polsk flyselskab. Selskabet blev stiftet i 1928 da alle polske flyselskaber blev lagt sammen. Under anden verdenskrig mistede selskabet alle sine fly, men man begyndte dog allerede flyvninger igen fra april 1945 med russiske fly. Efter at have fløjet med russisk producerede fly under hele den kommunistiske periode er selskabet dog nu gået over til at flyve med fly fra vestlige selskaber igen. 
I 2003 blev LOT medlem af Star Alliance, som tæller bl.a. SAS, Lufthansa, Thai Airways, Singapore Airlines, United Airlines m.fl.
I juni 2009 deltog LOT i fejringen af 20 året for kommunismens fald med et fly i guld bemaling. For LOT betød omvæltningerne i Polen også et farvel til de russisk-byggede fly og goddag til moderne Boeing maskiner. 